# Ray Mansfield
Ray Mansfield é um ex-jogador profissional de futebol americano estadunidense

## Carreira
Ray Mansfield foi campeão da temporada de 1975 da National Football League jogando pelo Pittsburgh Steelers.